# Casamata

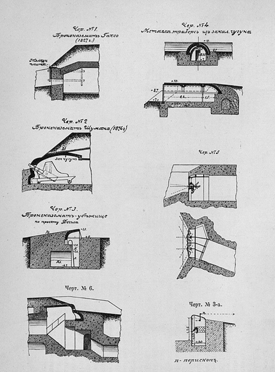
Esquema de una casamata.

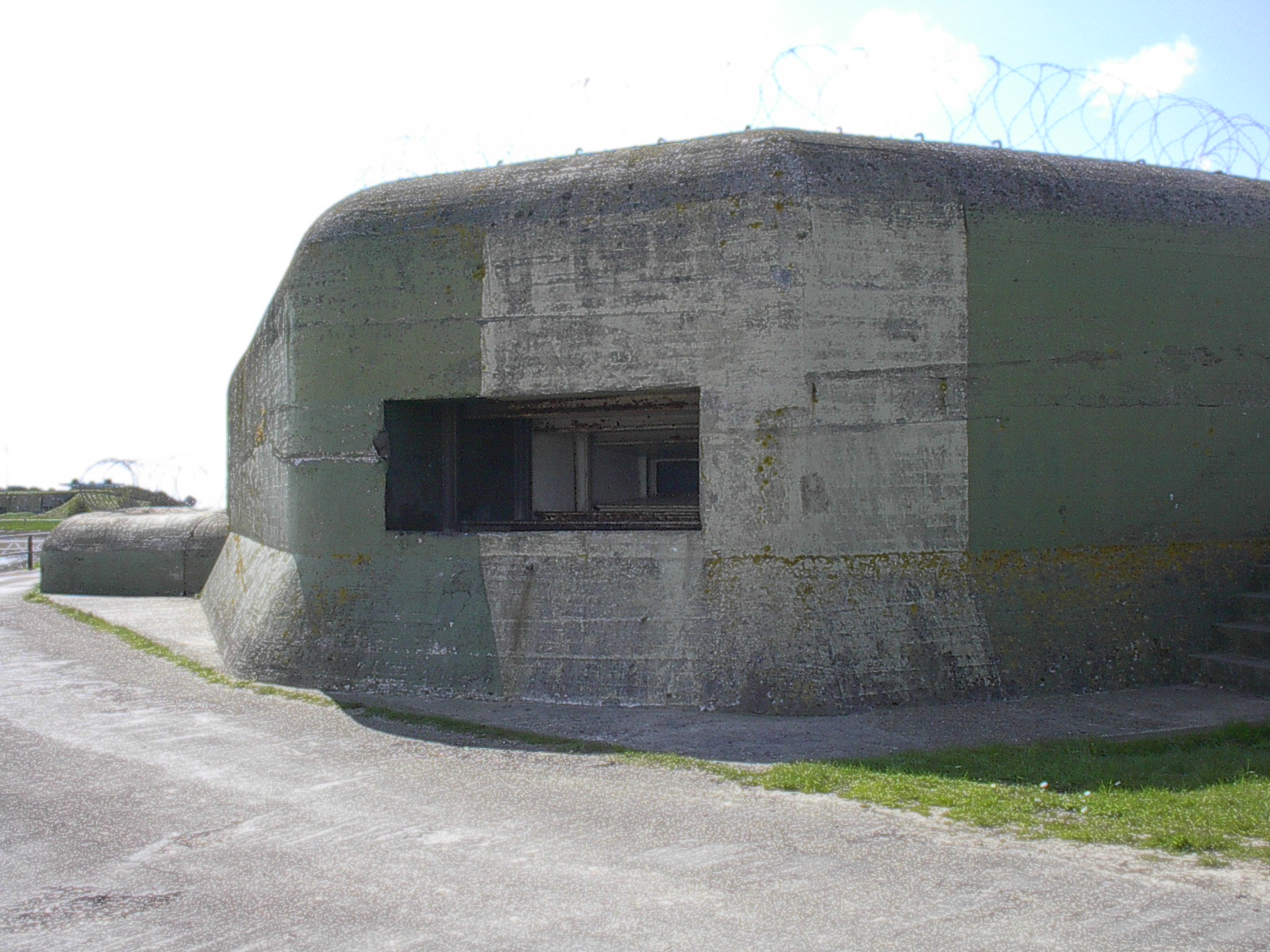
Una casamata en Kornwerderzand, Países Bajos.

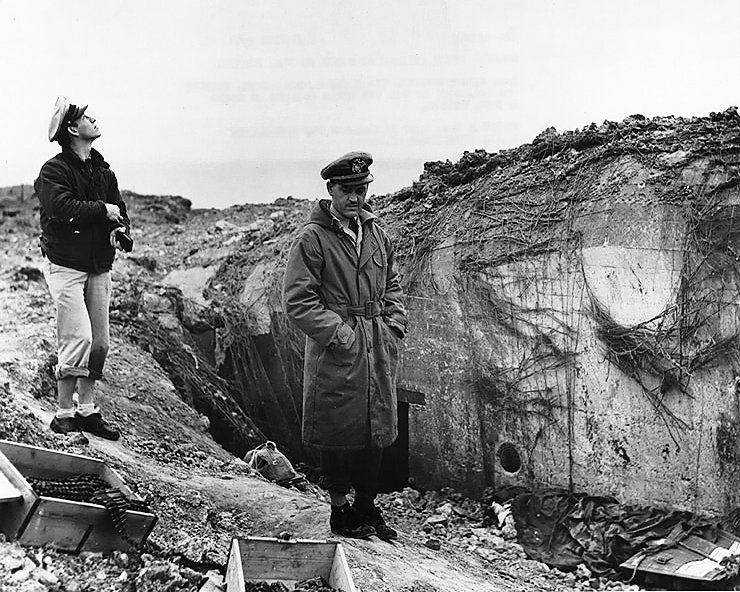
Una casamata alemana destruida en Pointe du Hoc (1944).

Una casamata, en terminología militar, es el nombre que recibe cualquier construcción de tipo sólido destinada a albergar algún tipo de arma defensiva. Así se puede hablar de casamatas para ametralladoras, para artillería, etcétera.
Generalmente están construidas con hormigón de gran resistencia reforzado con acero, o planchas de acero, cubriendo toda la pieza, si bien, a veces, se hace uso de la forma del terreno para ahorrar parte de la construcción. Según el diseño, se dejan una o más aberturas desde las que hacer fuego sobre las zonas a cubrir. En épocas anteriores a la Revolución Industrial, las casamatas se podían construir en ladrillo, tierra o, incluso, piedra trabajada.
Se diferencia de un búnker porque este último es un complejo de edificios, generalmente subterráneos, que pueden incluir una o más casamatas (o ninguna), mientras que una casamata es solo una planta que alberga el arma, el cañón o la ametralladora, incluso en un barco.

## Etimología
La palabra proviene del italiano casamatta, cuya etimología es incierta, aunque podría derivar de casa (en el sentido de «choza») y matta (latín matta), «hecho con juncos y cimbres», por lo tanto una cabaña de techo sin ventanas u otras aberturas colocadas en lugar pantanoso. También podría derivar de casa matta con matta en el sentido de «falso».